# Разбојници (опера)
Разбојници (I masnadieri), опера, melodramma tragico у четири дела Ђузепеа Вердија

## Либрето
Андреа Мафеи (Andrea Maffei) према драми Разбојници (Die Räuber) Фридриха фон Шилера (Friedrich von Schiller).

## Праизведба
22. јул 1847, Лондон у Her Majesty’s Theater.

## Ликови и улоге
Максимилијан (Massimiliano), војвода - бас

Карло (Carlo), његов син - тенор

Франческо (Francesco), Карлов брат - баритон

Амалија (Amalia), сироче, војводина рођака - сопран

Арминио (Arminio), војводин благајник - тенор

Мосер (Moser), свештеник - бас

Рола (Rola), Карлов пратилац - тенор
разбојници, жене, дечаци, слуге (хор)

## Место и време
Чешка и Франконија у првој половини XVIII века

## Познате музичке нумере
- O mio castel paterno (О мој родни доме) – Карлова арија (I чин)
- La sua lampada vitale (Његова животна луч) – Франческова арија (I чин)
- Tu del mio Carlo al seno (У загрљају Карла мог) – Амалијина арија (II чин)
- Di ladroni attorniato (Отпадник се вратио) – Карлова романца (II чин)